# 7007 Тім'юлл
7007 Тім'юлл (7007 Timjull) — астероїд головного поясу, відкритий 2 березня 1981 року.
Тіссеранів параметр щодо Юпітера — 3,509.